# Terespol (gmina)
Pour les articles homonymes, voir Terespol.
Terespol est une gmina rurale (gmina wiejska) de la powiat de Biała Podlaska, dans la Voïvodie de Lublin, dans l'est de la Pologne, à la frontière avec la Biélorussie.
Son siège administratif (chef-lieu) est la ville de Terespol, bien qu'elle ne fasse pas partie du territoire de la gmina. Elle se situe environ 33 kilomètres à l'est de Biała Podlaska (siège du powiat) et 162 kilomètres au nord-est de la capitale régionale Lublin (capitale de la voïvodie).
La gmina couvre une superficie de 141,31 km2 pour une population de 7 037 habitants en 2006.

## Histoire
De 1975 à 1998, la gmina est attachée administrativement à la voïvodie de Biała Podlaska.

Depuis 1999, elle fait partie de la voïvodie de Lublin.

## Géographie
La gmina inclut les villages et localités de :

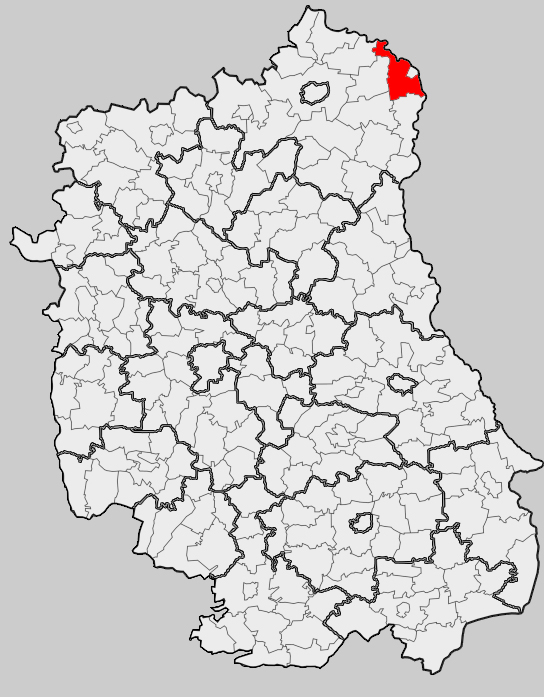
Position de la gmina dans la voïvodie

- Bohukały
- Dobratycze-Kolonia
- Kobylany
- Kołpin
- Koroszczyn
- Kukuryki
- Kużawka
- Lebiedziew
- Lechuty Duże
- Lechuty Małe
- Łęgi
- Łobaczew Duży
- Łobaczew Mały
- Małaszewicze
- Małaszewicze Duże
- Małaszewicze Małe
- Michalków
- Murawiec
- Neple
- Podolanka
- Polatycze
- Samowicze
- Starzynka
- Zastawek
- Żuki

### Gminy voisines
La gmina de Terespol est voisine de:

la ville de:
- Terespol

et les gminy de:
- Kodeń
- Piszczac
- Rokitno
- Zalesie

Elle est également frontalière de la Biélorussie

## Structure du terrain
D'après les données de 2002, la superficie de la commune de Terespol est de 141,31 kilomètres carrés, répartis comme telle :
- terres agricoles : 73 %
- forêts : 14 %

La commune représente 5,13 % de la superficie du powiat.

## Démographie
Données du 30 juin 2004:
| Description        | Total  | Total | Femmes | Femmes | Hommes | Hommes |
| ------------------ | ------ | ----- | ------ | ------ | ------ | ------ |
| Unité              | Nombre | %     | Nombre | %      | Nombre | %      |
| Population         | 7 097  | 100   | 3 642  | 51,3   | 3 455  | 48,7   |
| Densité (hab./km²) | 50,2   | 50,2  | 25,8   | 25,8   | 24,4   | 24,4   |